# Купра Монтана
Купра Монтана (итал. Cupramontana) насеље је у Италији у округу Анкона, региону Марке.
Према процени из 2011. у насељу је живело 3617 становника. Насеље се налази на надморској висини од 442 м.

## Становништво
Према резултатима пописа становништва 2011. у општини је живело 4.838 становника.
| 1936. | 1951. | 1961. | 1971. | 1981. | 1991. | 2001. | 2011. |
| ----- | ----- | ----- | ----- | ----- | ----- | ----- | ----- |
| 6.658 | 6.421 | 5.634 | 5.038 | 5.035 | 4.868 | 4.736 | 4.838 |

## Партнерски градови
- Gessopalena